# Ahnenerbe
De Forschungsgemeinschaft Deutsches Ahnenerbe e.V. (Onderzoekvereniging Duits vooroudererfgoed) was een nationaalsocialistisch onderzoeksinstituut, dat als voornaamste taak had om "wetenschappelijke" bewijzen voor de herkomst en superioriteit van het zogenaamde arische ras te vinden.

## Geschiedenis
De instelling werd op 1 juli 1935 door Heinrich Himmler, Richard Walther Darré en de Nederlander Herman Wirth als Studiengesellschaft für Geistesurgeschichte (studiegenootschap voor de oergeschiedenis van de geest) opgericht.
Op de voorgrond stonden aanvankelijk archeologische, antropologische en historische onderzoekingen, vooral over Hendrik de Vogelaar (919-936), de handschriftarme tiende eeuw en het Germaanse runenschrift. Al snel gebruikte de sterk in occulte onderwerpen geïnteresseerde Himmler Ahnenerbe als onderzoekapparaat voor zijn eigen pseudowetenschappelijke projecten. Na 1939 was het beleid van Ahnenerbe dat het een serieuze, wetenschappelijke uitstraling moest hebben. Occultistische en al te "zweverige" ideeën zoals ariosofie werden toen minder of in het geheel niet langer ondersteund. Uit Ahnenerbe ontstond het beruchte Institut für Wehrwissenschaftliche Zweckforschung der Waffen-SS  (directeur: Wolfram Sievers), dat vanaf 1942 pseudowetenschappelijke proeven op mensen uitvoerde, zeer vaak en soms opzettelijk met dodelijke afloop voor de "proefpersonen". Slachtoffers van deze experimenten waren gevangenen in de concentratiekampen Natzweiler-Struthof en Concentratiekamp Dachau. Dit instituut hield zich in de door Duitsland bezette landen ook bezig met rekrutering van jongemannen die "arisch" genoeg werden geacht om dienst te nemen in de Waffen-SS. 
Verwarrend is dat Alfred Rosenberg, chef-ideoloog van de NSDAP, binnen die partij het Amt Rosenberg in het leven riep. De afdeling Abteilung für Vor- und Frühgeschichte van deze organisatie heeft zich eveneens met onderzoek naar de oude Germanen en met archeologie beziggehouden (zie o.a. onder Oerlinghausen) en was in de nazihiërarchie enige tijd een rivaal van Ahnenerbe.
Men kan stellen dat vanaf 1935 in het Derde Rijk de uitoefening van verscheidene takken van "echte" wetenschap, zoals de archeologie en de antropologie, zonder medewerking van Ahnenerbe of het Amt Rosenberg zo goed als onmogelijk was. Alle wetenschap waarmee deze beide organisaties zich bezighielden, werd gecorrumpeerd door de nazistische opvattingen over de rassenleer. Dit maakt het noodzakelijk om alle wetenschappelijke opgravingsresultaten, aangelegde collecties, publicaties e.d. uit de periode 1933-1945 uiterst kritisch te benaderen. Ongetwijfeld zijn er waarnemingen gedaan en vastgelegd die ook volgens moderne en neutrale wetenschappelijke opvattingen correct zijn. Maar overal kunnen, hetzij opzettelijk, hetzij als gevolg van door de nazi-ideologie beïnvloede wetenschappelijke interpretaties, onjuiste of zelfs vervalste onderzoeksresultaten aanwezig zijn.